# 烟霞洞造像
烟霞洞造像位于中華人民共和國浙江省杭州市西湖区南高峰西侧翁家山南麓烟霞洞内。烟霞洞坐北朝南，深30米。洞口两侧有凿于北宋时的观音、势至立像，体态柔美，容相娴静。洞内现存五代吴越国时的石雕十六罗汉，形象生动，各具性格。另外还有北宋至清代的摩崖题记和碑碣多处，惜大多漫漶。1981年5月6日被浙江省人民政府公布为省级文物保护单位。2006年5月25日，与慈云岭造像、天龙寺造像同作为西湖南山造像列入全国重点文物保护单位，归入第二批全国重点文物保护单位飞来峰造像。

## 金石

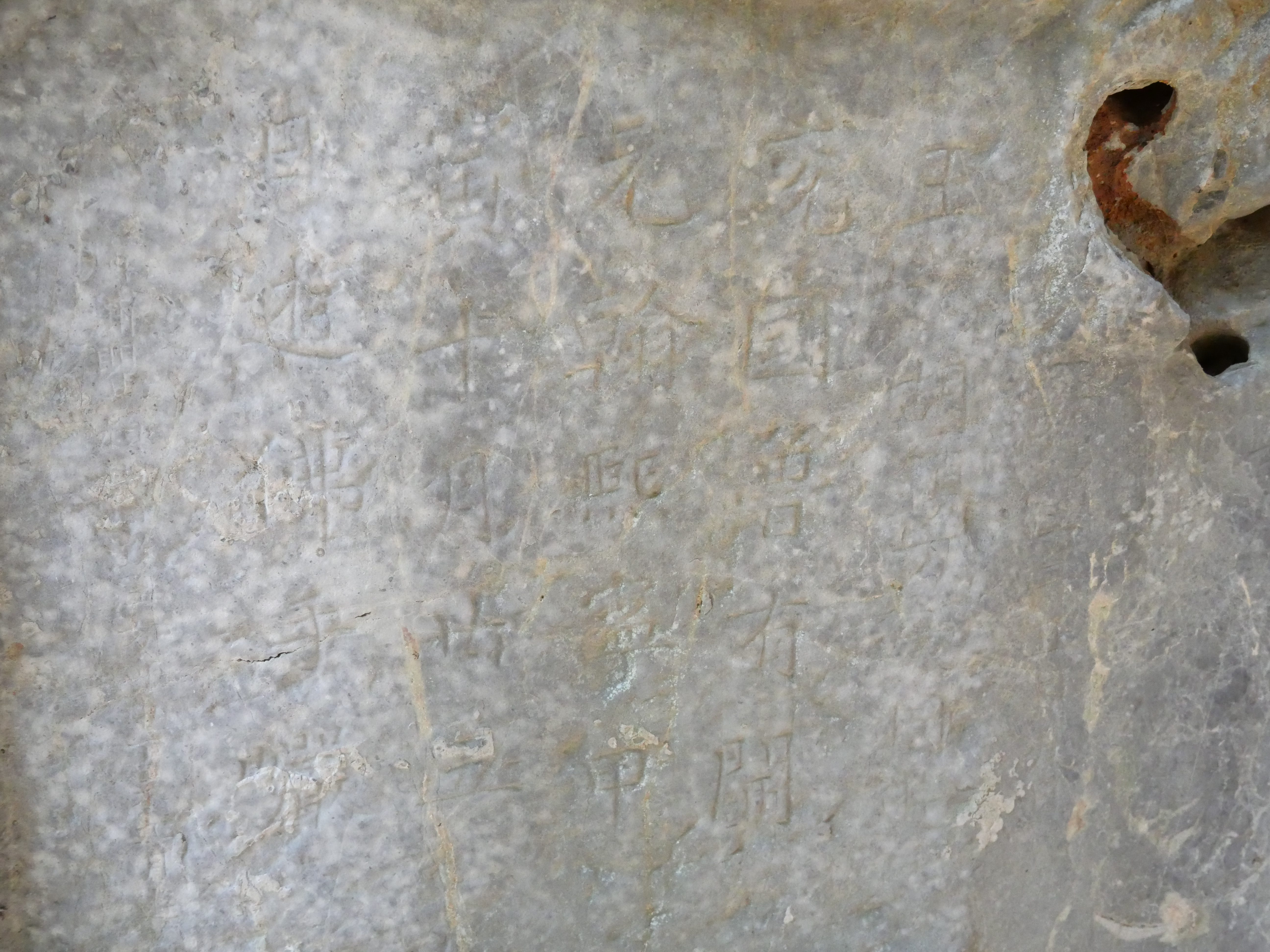
熙宁七年甲寅（1074年）十月廿五日兖國魯元翰佛手巖題刻，此人为鲁宗道从子。
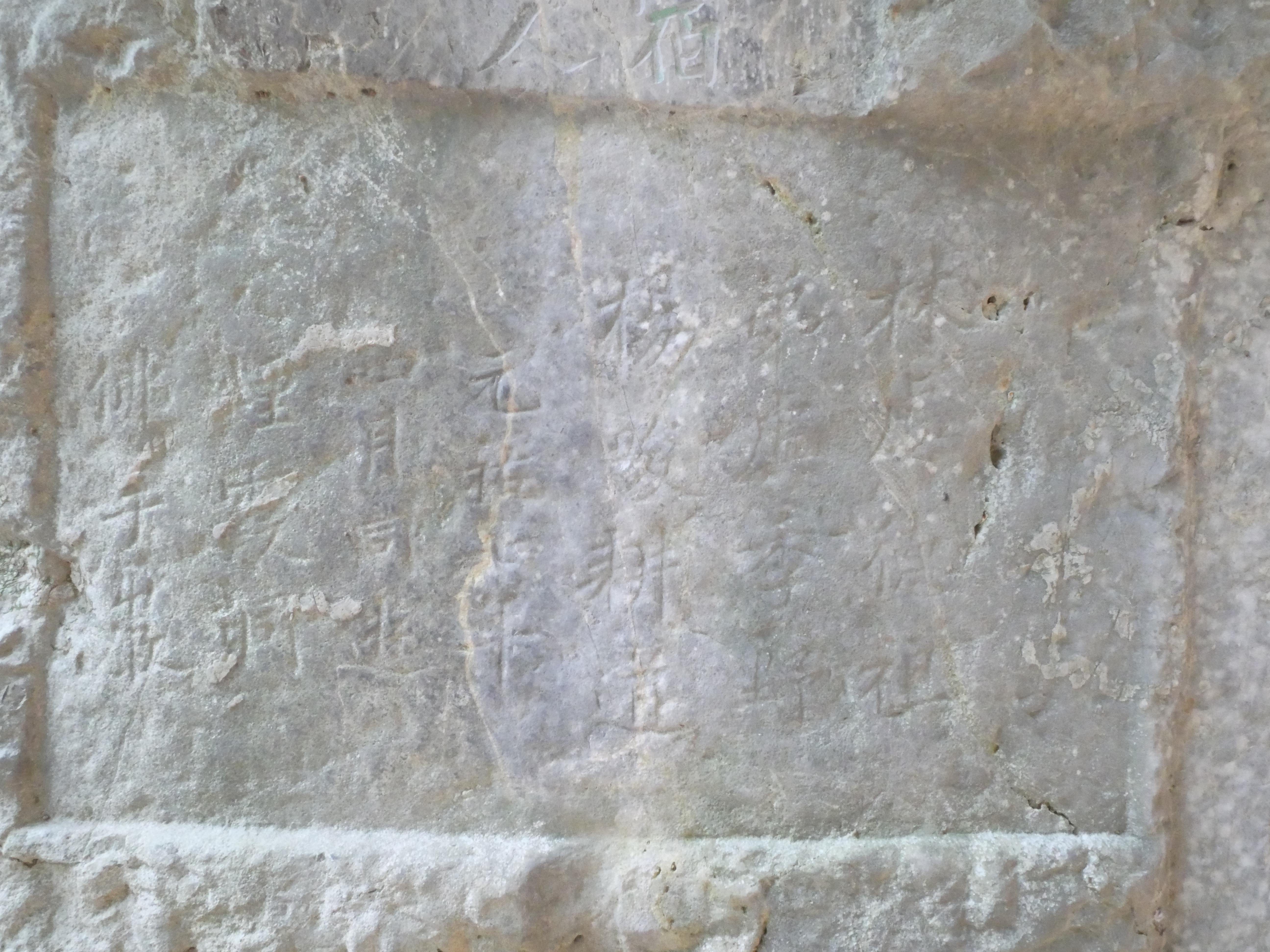
元祐七年（1092年）四月林德祖、林季野、杨畯三人同游佛手巖题刻
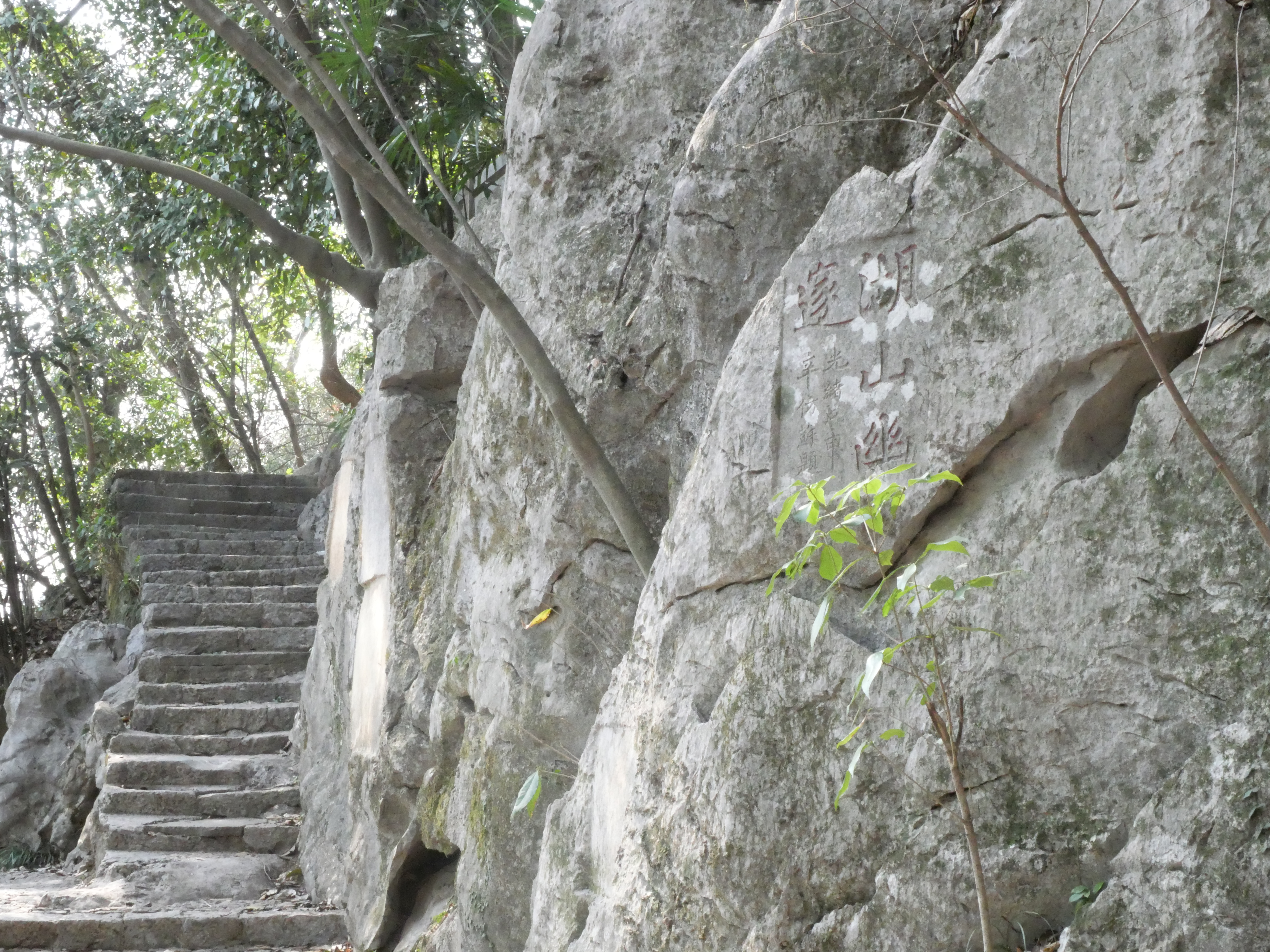
光緒丙申辛仿蘇題湖山幽邃四字摩崖於南高峰烟霞洞
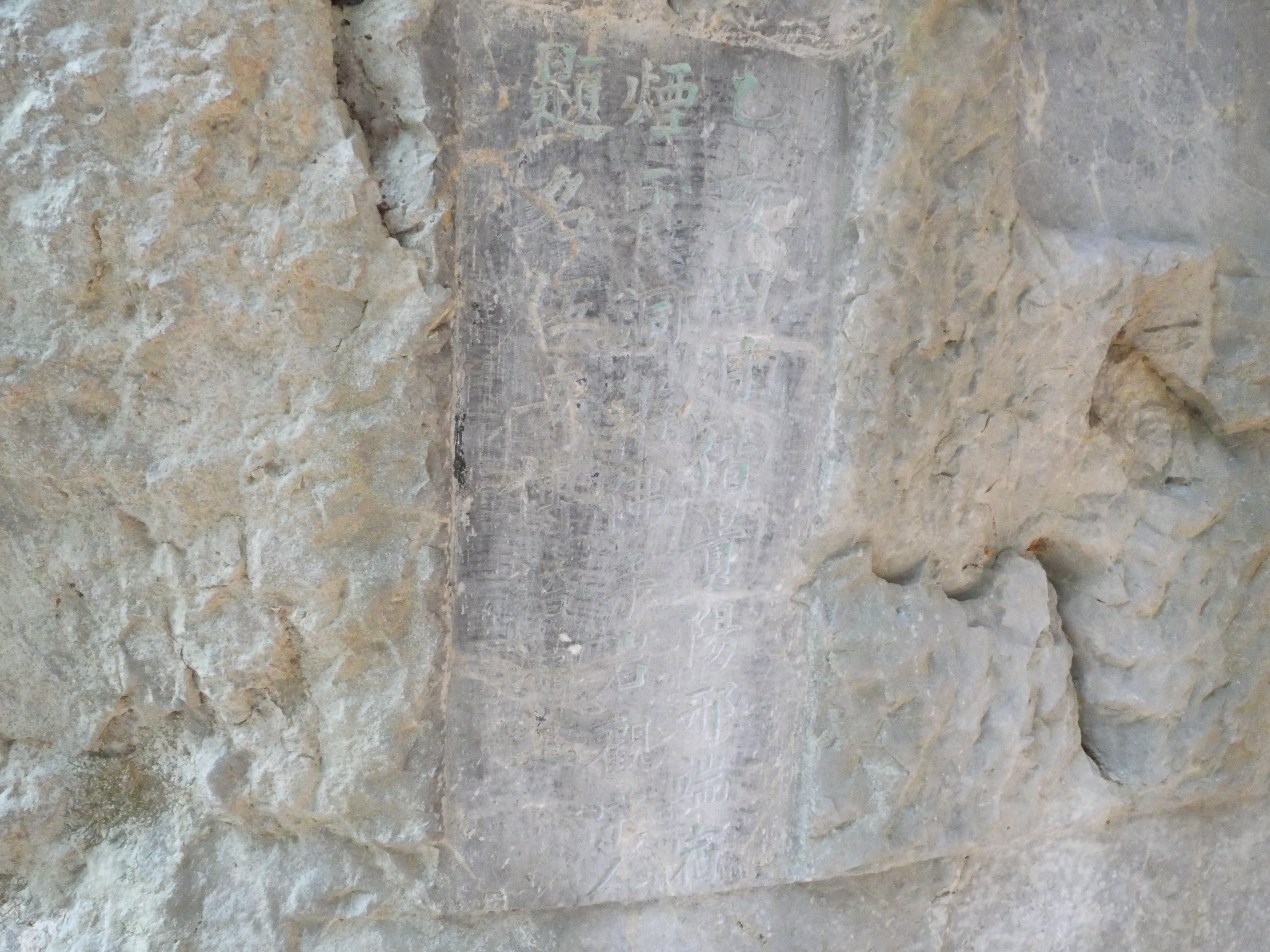
（民国二十四年）乙亥四月偕贵阳邢端宿烟霞洞游佛手岩观宋人题名（傅增湘书丹）
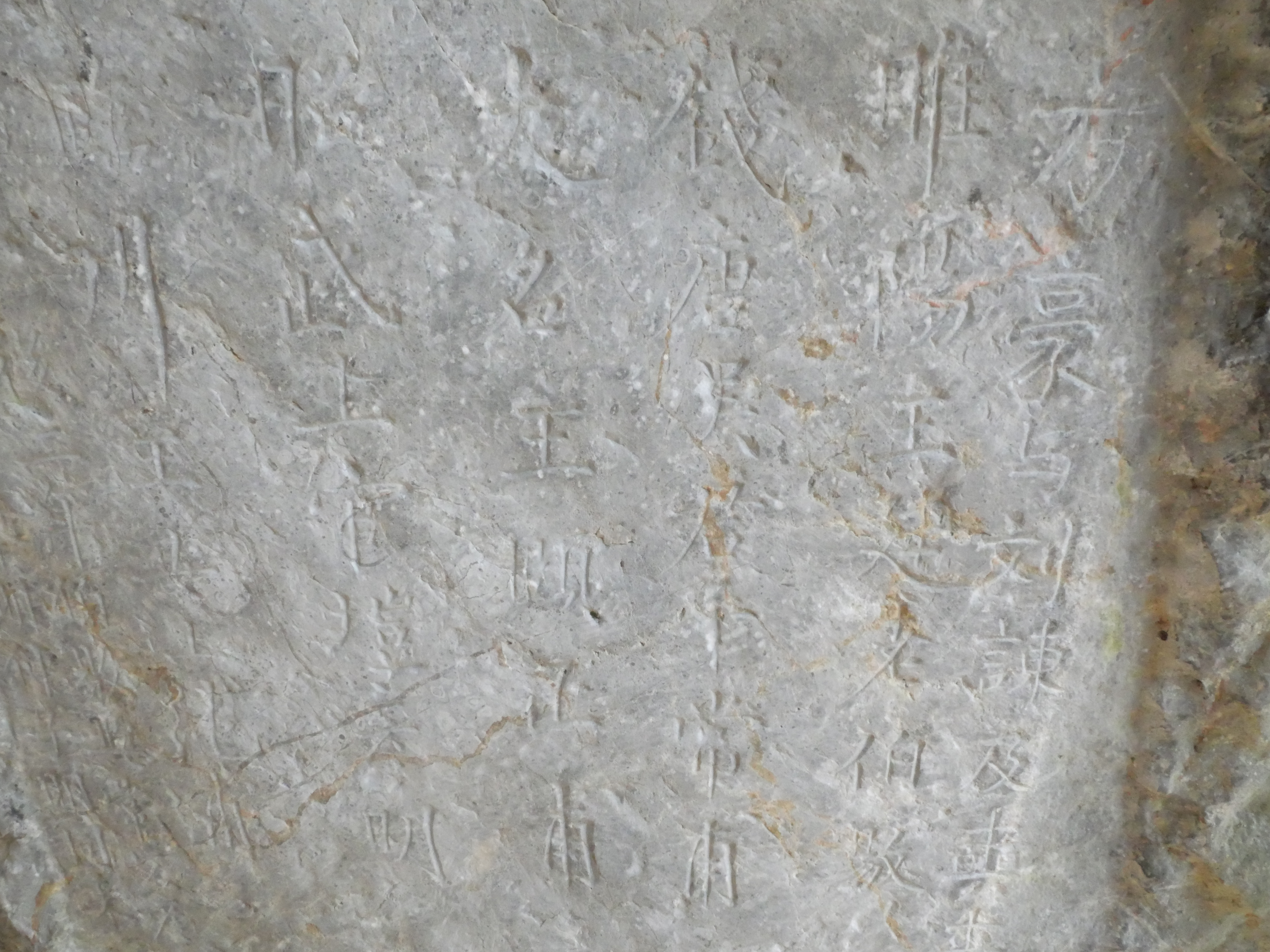
睢阳王建老（伯敡）、钱唐吴君平（常甫）、大名王颐（正甫）、昭武上官塏（宏明）、临川王安上（纯甫）题名
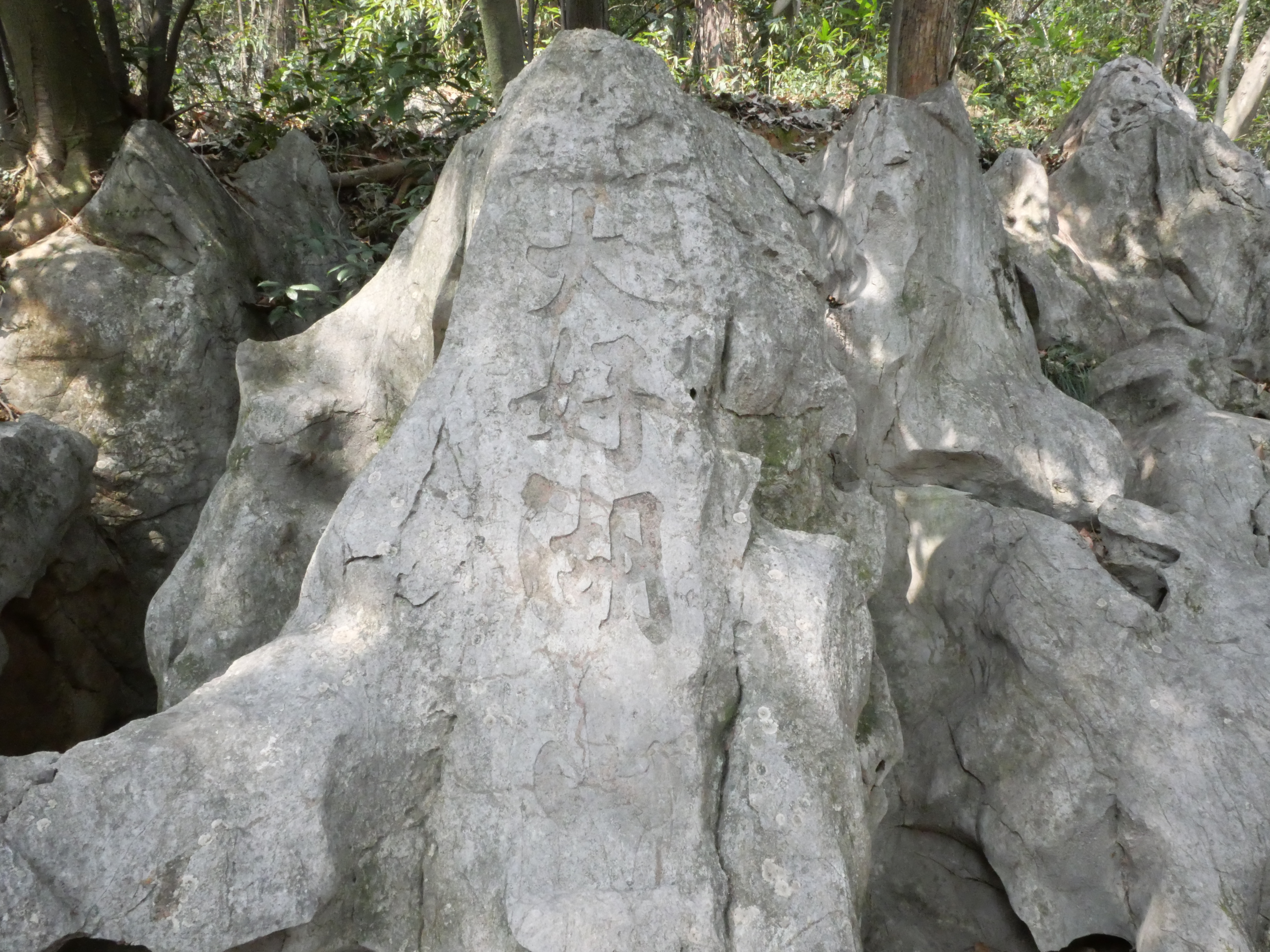
大好湖山
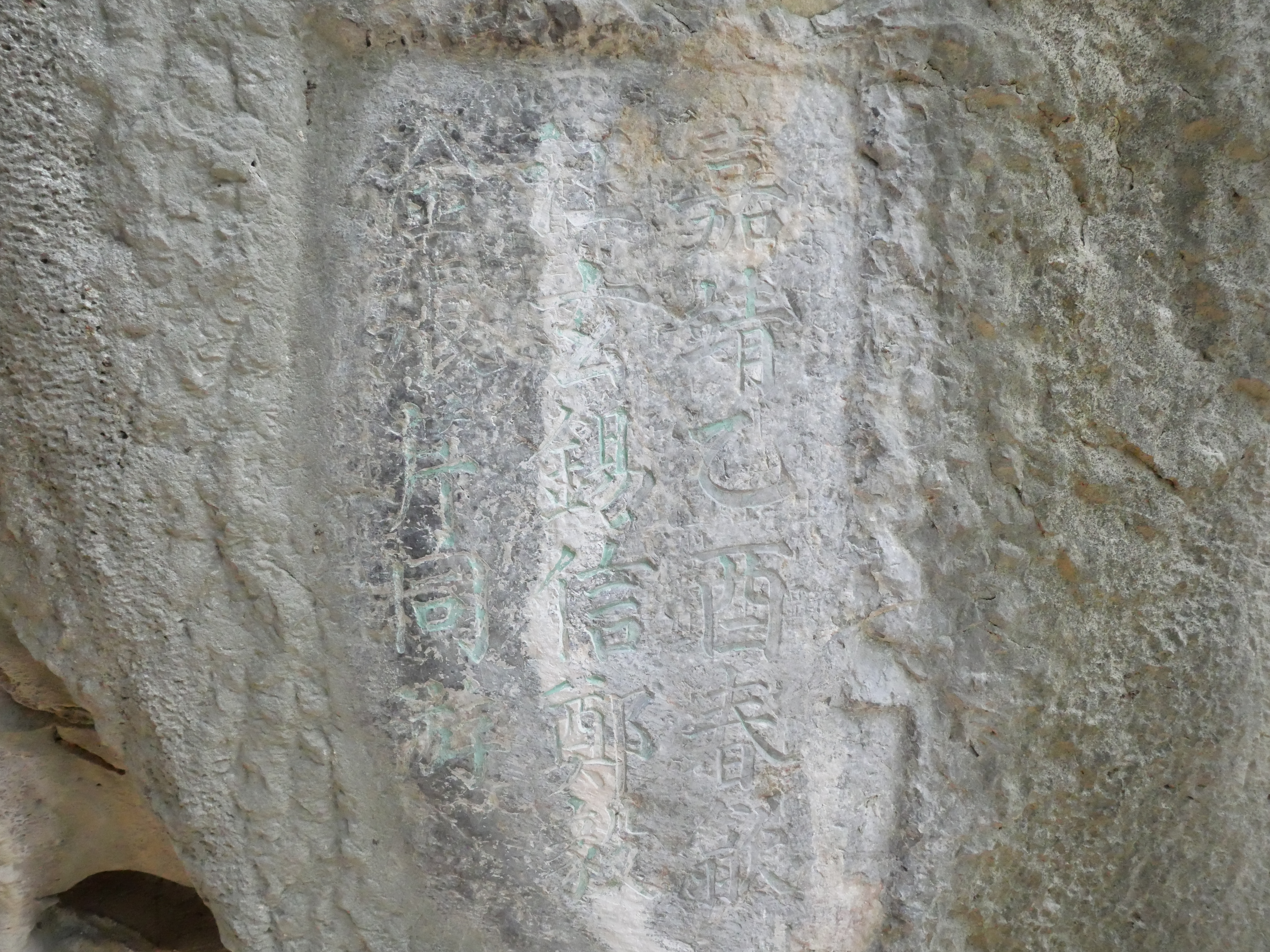
嘉靖四年歙县汪玄锡等三人同游题刻
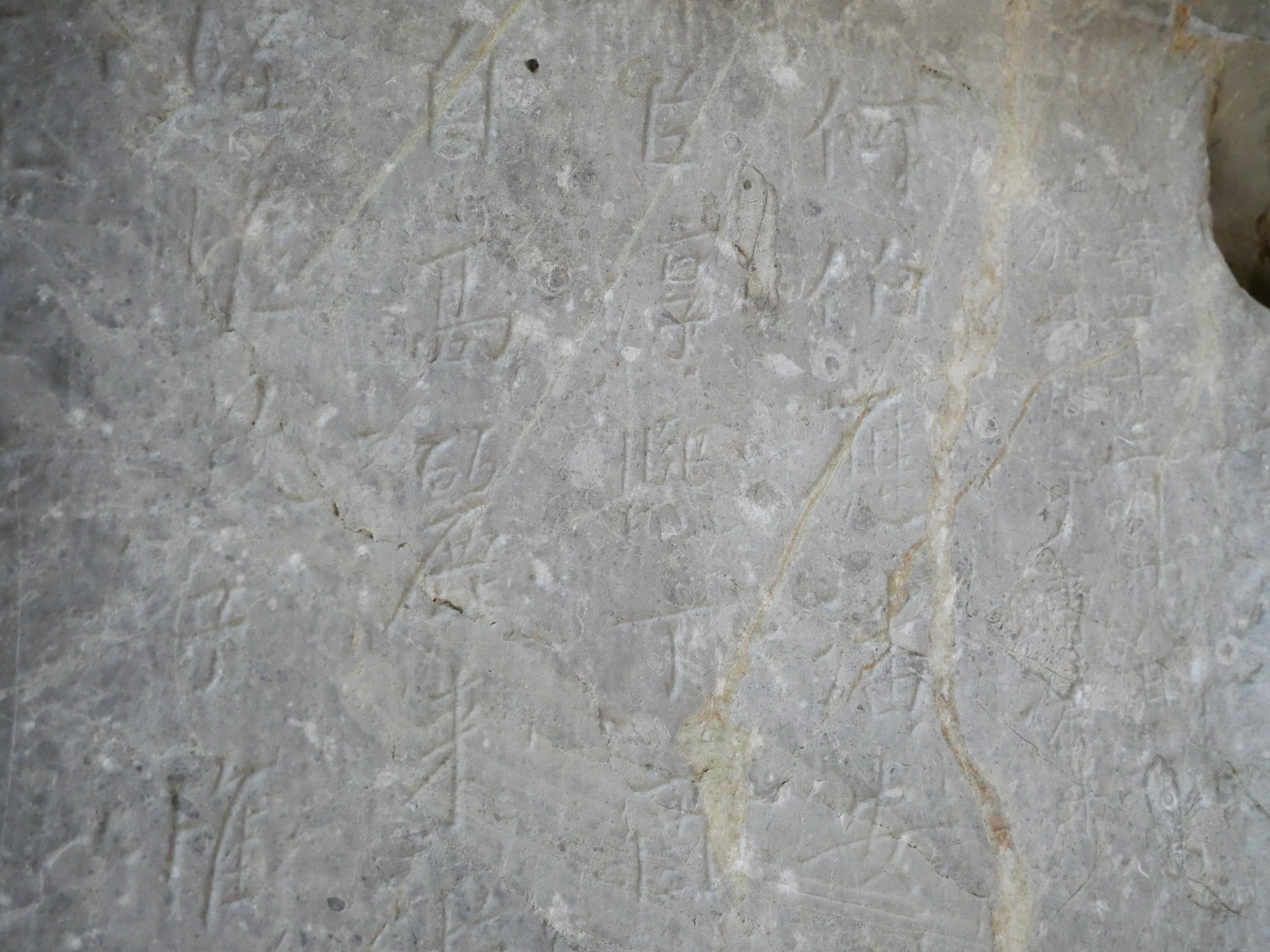
高丽人何伯应等于淳熙丁酉来游时题名
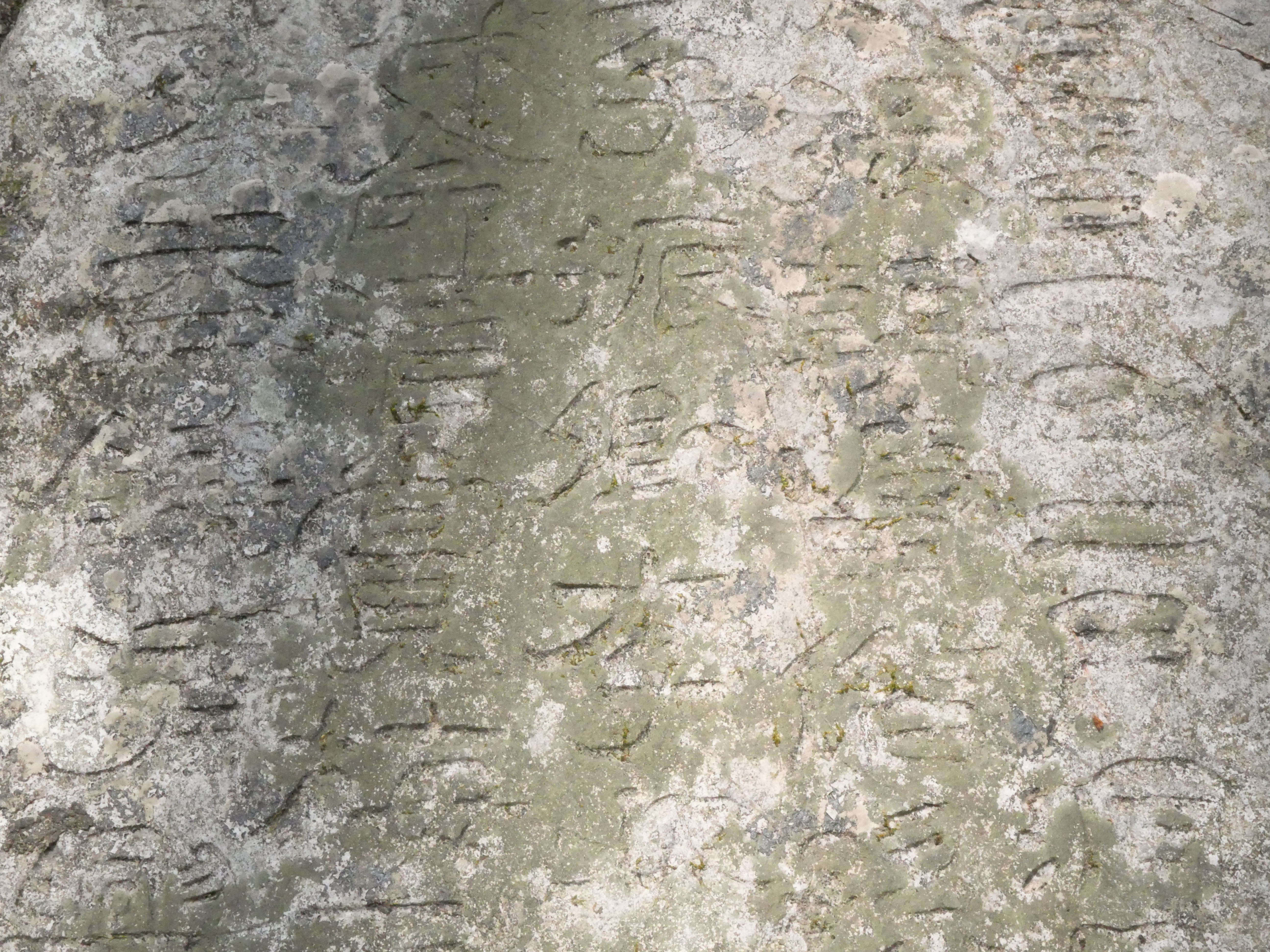
李振卿等人隶书题名
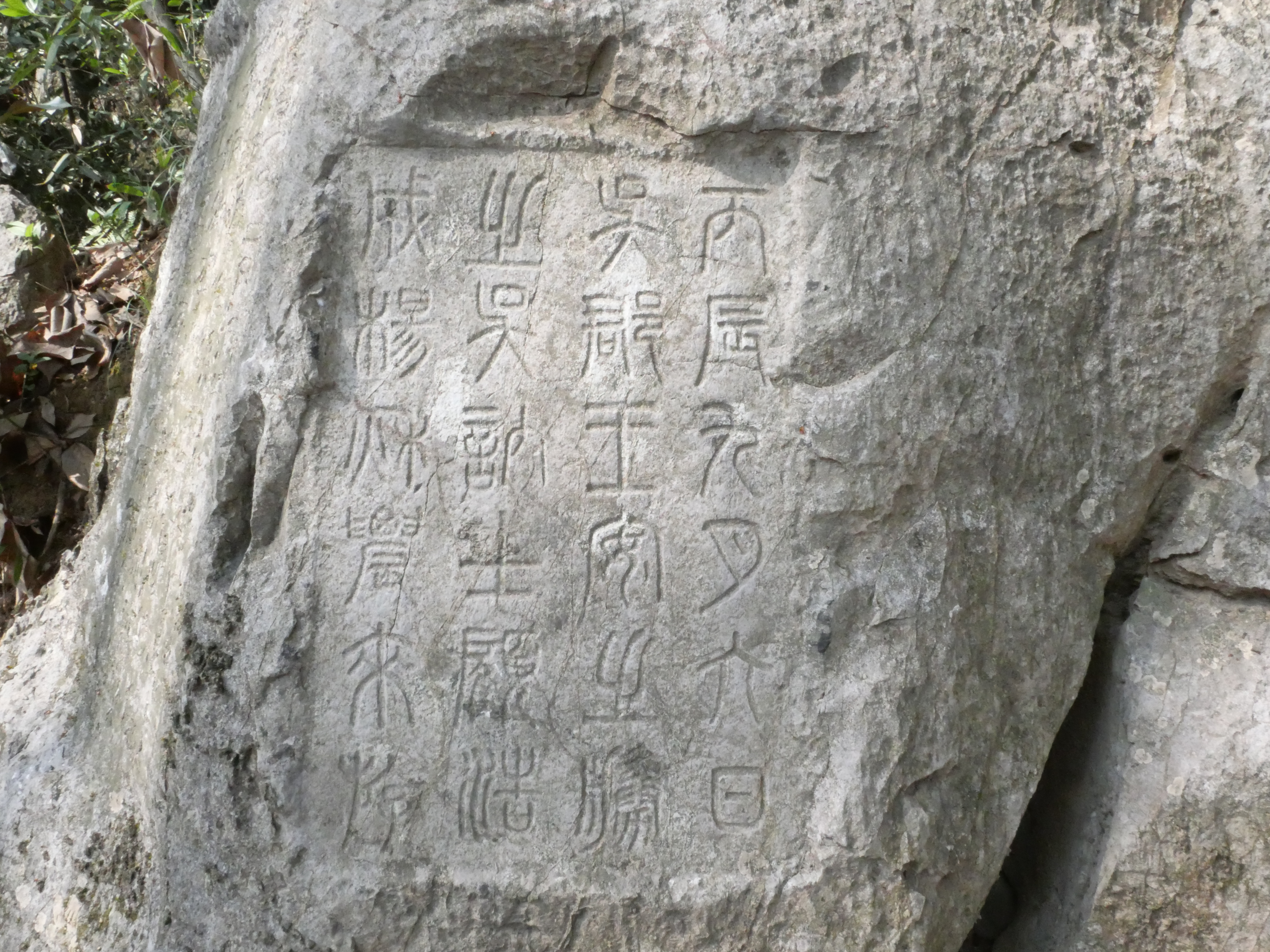
丙辰九月六日吴郡王安之、吴讷士、顾法成、杨秋农等烟霞洞题名，其中吴讷士为吴大征之子，故按生年推算此丙辰年当为民国五年。杨秋农为民国时沪上画家。
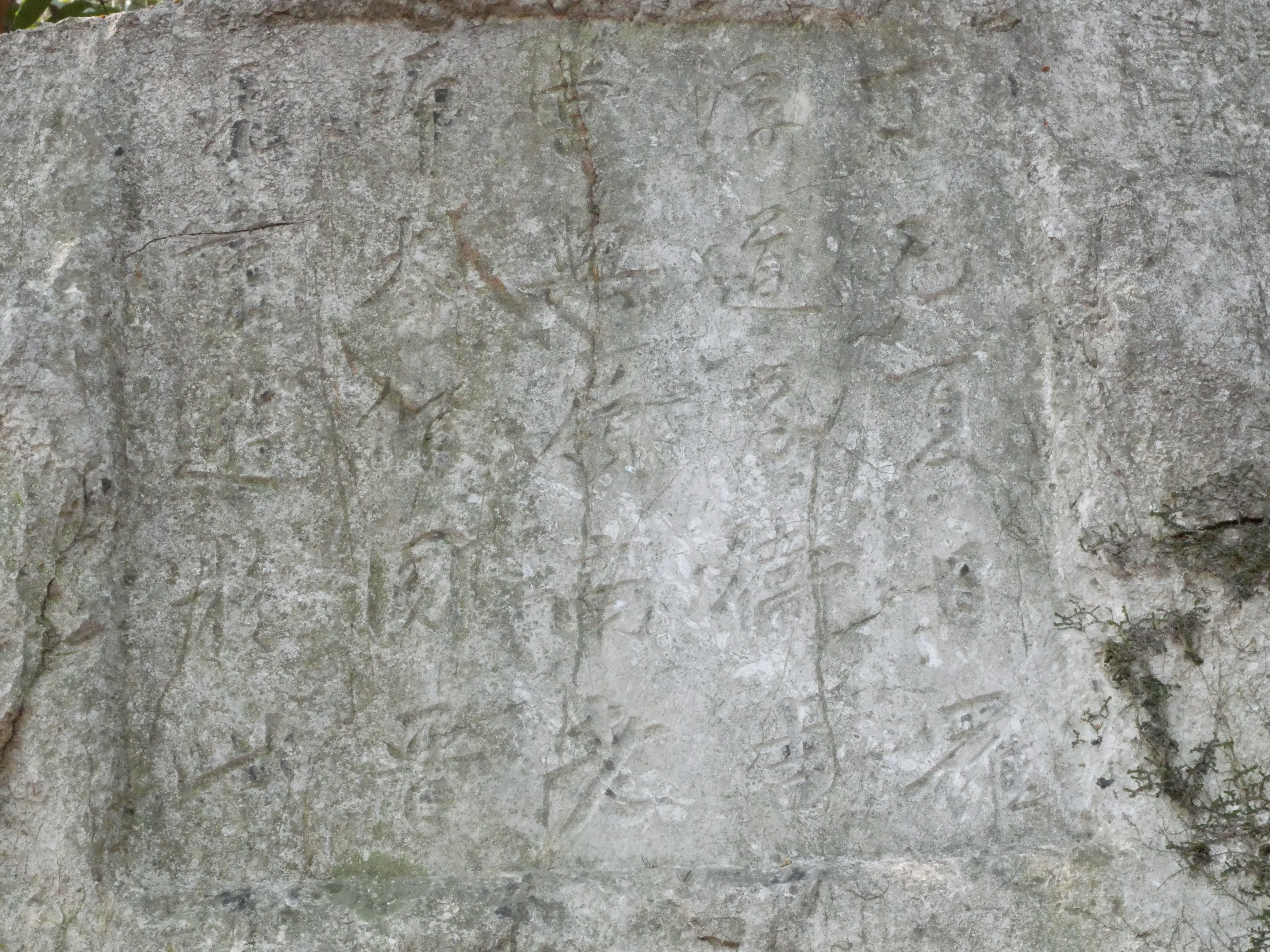
丁巳夏日罗浮道客衛吉堂等诸人同游烟霞洞题名
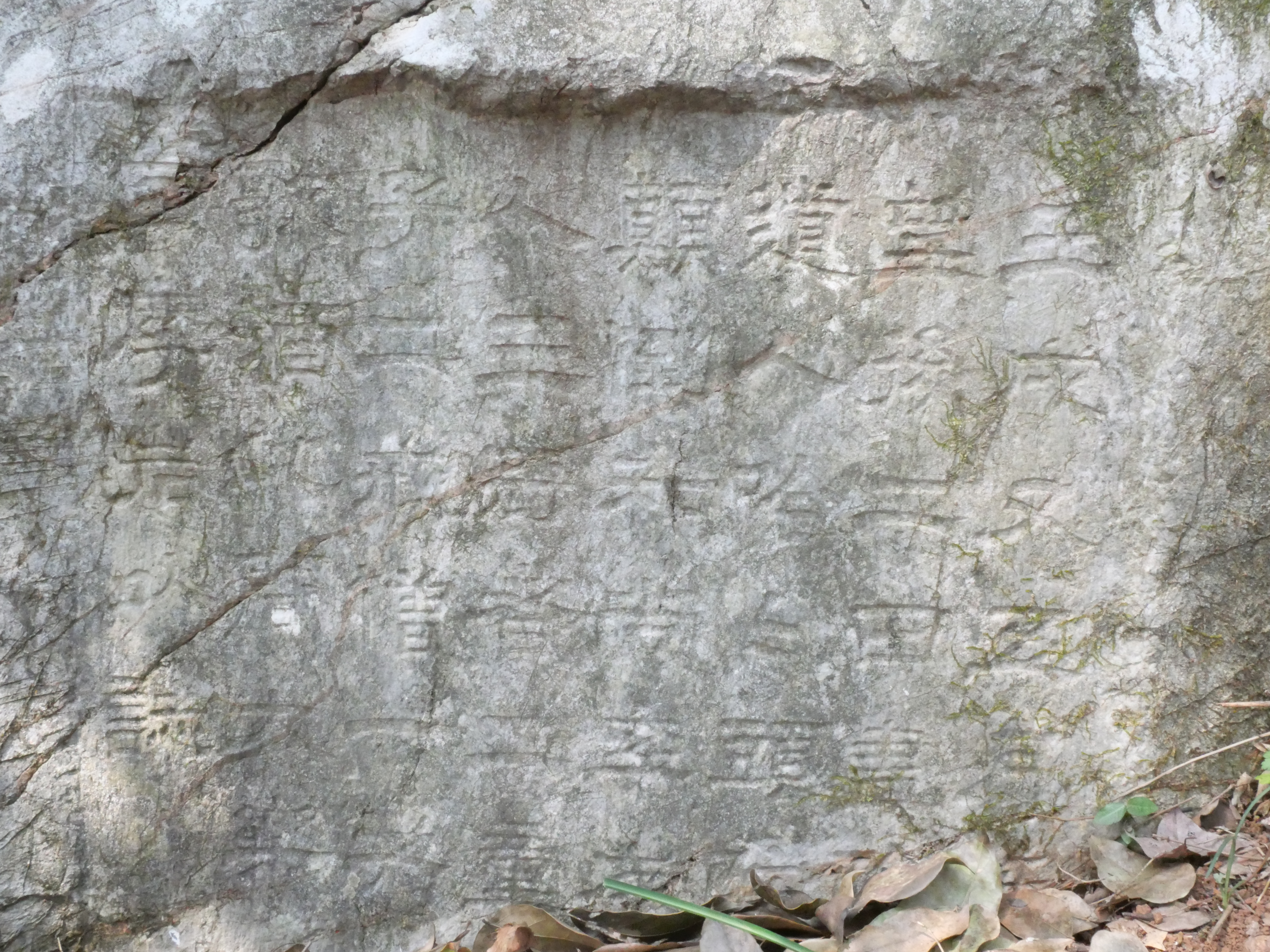
壬戌又五月望后二（日）顛倒和尚等三行者二童子二戒僧一子歌酒此間大樂摩石以誌